# Тфилин
Тфили́нът (на иврит: תְּפִלִּין, ед. число תְּפִלָּה, тфила́), или Филактерия (на гръцки: φυλακτήριον, букв. „охранителен амулет“) е молитвена еврейска (юдейска) одежда и представлява две малки кутийки (батим) от боядисана в черно кожа на кашерно животно, съдържаща написани на пергамент пасажи (паршиот) от Тората.

## Начин на употреба
С помощта на черния кожен ремък през кутийките, първият тфилин се укрепва на голо на бицепса на лявата ръка („срещу сърцето“ – с малко завъртане на тялото), а вторият – над линията на косата с кутийката между очите.

## Легендата
Картаген е основан от Елиса, по-известна под поетическото име Дидона, дадено ѝ от Вергилий. Дидона е сестра на Пигмалион, цар на Тир. За династията на този тирски цар, малко е известно. Предполага се, легендарно, че произходът му е свързан със съвременника и приятел на Соломон, царя на Тир – Хирам. Представител на тази тирска династия е и Итобаал. Дъщерята на Итобаал (Йезавел) е омъжена за царя на Израил – Ахав, а дъщеря им Аталия е омъжена за царя на Юдея – Матан (Муто), който е цар на Тир. По време на царуването на Муто избухват множество политически и религиозни бунтове. Муто има две деца – Елиса (Дидона) и Пигмалион. Елиса е женена за Ацерба, дядо на Мелкарт. Пигмалион убива зет си и мъж на Дидона и тя решава да избяга от Тир, увличайки със себе си голяма част от първенците на Тир, ведно с много граждани – моряци, търговци, роби и т.н. Натоварени на кораби и минавайки през Кипър, където към тях се присъединяват великият жрец и други, всички заедно се отправят в изгнание към североафриканския бряг и по-точно в Карт Хадеш (нов град) – Картаген. Още с пристигането си, Дидона влиза в контакт с местните жители – бербери и по-точно нумидийци и мавританци. Местният цар ѝ отпуска толкова земя, колкото може да покрие една волска кожа. Дидона нарежда кожата да бъде нарязана на тесни ленти, с които огражда достатъчно голяма площ, за да се установи заедно със своите спътници на мястото. Богатствата на разрастващия се град, благодарение на способностите на Дидона, подтикват местният цар Ярба да поиска ръката ѝ, която Елиса не се осмелява да му откаже, тъй като Ярба е твърде силен и опасен. Единствено му заявява, че иска отсрочка за 3 месеца. Три месеца по-късно, разказва легендата, Дидона издига висока клада пред портите на града, на която да принесе жертва за душата на първия си съпруг. След като извършва жертвоприношението, и самата царица се хвърля в кладата, каквато между впрочем е легендарната съдба и на последната картагенска царица и жена на последния пълководец на града Хаздрубал от времето на обсадата и превземането на Картаген от римляните.
Тази легенда касаеща и произхода на тфилина е предадена от перото на сицилианския историк Тимей и Помпей Трог.